# Connor Robertson
James Connor Robertson, född 10 september 1981 i Tuscaloosa i Alabama, är en amerikansk före detta professionell basebollspelare som spelade som pitcher för Oakland Athletics och Arizona Diamondbacks i Major League Baseball (MLB).
Han blev draftad av Oakland Athletics i 2004 års MLB-draft.
Robertson är äldre bror till David Robertson som spelar själv i MLB.